# تمام راه، بچه‌ها
تمام راه، بچه‌ها (به انگلیسی: All the Way, Boys) فیلمی ایتالیایی است محصول سال ۱۹۷۳ و به کارگردانی جوزپه کولیتزی است. در این فیلم بازیگرانی همچون ترنس هیل، باد اسپنسر، راینهارد کولدهوف، سیریل کوساک، مارسلو ورزیلا، ریکاردو پیزوتی، الکساندر آلرسون و مایکل آنتونی ایفای نقش کرده‌اند.